# Kurt Max Eger
Kurt Max Eger (mars 1942) est un chercheur en pharmacie et un enseignant universitaire allemand. Il est l'auteur de très nombreux travaux scientifiques dans ce domaine.

## Biographie
Kurt Max Eger naît le 13 mars 1942 à Metz en Lorraine. Après une scolarité classique et un Abitur, Kurt Eger poursuit ses études à la faculté de Erlangen, de 1965 à 1969. Il obtient un doctorat à l'Université de Bonn, sous la direction du professeur H.J.Roth en 1973. Nommé assistant de recherche à l'Université de Bonn en 1973, il reste en poste jusqu'en 1977, date à laquelle il devient membre du conseil universitaire. 
À partir de 1984, Kurt Eger enseigne à l’Université de Tübingen. En 1985, il obtient son habilitation et son « venia legendi » lui permettant d'enseigner. Il enseigne à Tübingen jusqu'en 1992. Directeur de l'Institut de Pharmacie de 1993 à 1996 et de 1999 à 2002, il enseigne aussi, après la Réunification allemande, à l'Université de Leipzig.

## Carrière
Auteur de nombreux travaux scientifiques dans le domaine pharmaceutique et médical, Kurt Eger est membre de la « Gesellschaft Deutscher Chemiker », de la « Deutsche Pharmazeutische Gesellschaft », et de la « Paul Ehrlich Organization ».
Ses travaux étant reconnus aux USA, il est également membre de l'« Association américaine pour l'avancement des sciences », et de la « Société américaine de chimie ».

## Publications
- Eger, Kurt M. ; Troschütz, Reinhard ; Roth, Hermann J.: Arzneistoffanalyse, völlig neu bearb. Aufl., Thieme, Stuttgart, 2006.
- Roth, Hermann J. ; Eger, Kurt M. ; Troschütz, Reinhard: Arzneistoffanalyse, 3. Aufl., 1., korrigierter Nachdr., 1996.
- Roth, Hermann J. ; Eger, Kurt M. ; Troschütz, Reinhard: Arzneistoffanalyse, 3., neubearb. Aufl., 1990.
- Roth, Hermann J. ; Eger, Kurt M. ; Troschütz, Reinhard: Arzneistoffanalyse, 2., durchges. Aufl., Thieme, Stuttgart, 1985.
- Roth, Hermann J. ; Eger, Kurt M. ; Troschütz, Reinhard: Arzneistoffanalyse, Reaktivität - Stabilität - Analytik, 2., durchges. Aufl., Thieme, Stuttgart, 1981.
- Eger, Kurt M. ; Troschütz, Reinhard ; Roth, Hermann J.: Arzneistoffanalyse, völlig neubearb. Aufl., Dt. Apotheker-Verl. Stuttgart, 1999.
- Kaiser, Hans ; Roth, Hermann J. ; Eger, Kurt M. :Pharmazeutisches Taschenbuch, Wissenschaftliche Verlagsgesellschaft, Stuttgart, 1976.
- Eger, Kurt M.: Synthese purinähnlicher Heterocyclen, Univ., Math.-Naturwiss. Fak., Bonn, 1973.
- Eger, Kurt  :Über die Diffusion binärer Gasgemische in Kapillaren und porösen Stoffen , Max-Planck-Inst. f. Strömungsforschung, Aerodynam. Versuchsanst, Göttingen , 1971.

## Sources
- Pharmazeutisches Institut der Universität, Lehrstuhl für Pharm. Chemie, Tübingen.